# Hypoxis limicola
Hypoxis limicola là một loài thực vật có hoa trong họ Hypoxidaceae. Loài này được B.L.Burtt mô tả khoa học đầu tiên năm 1988.